# Principato di Transilvania (1711-1867)
Il Principato di Transilvania, dal 1765 Gran Principato di Transilvania, fu uno Stato componente l'Impero austriaco sino a quando il compromesso (Ausgleich) del 1867 non istituì la duplice monarchia asburgica.

## Storia
Dopo la sconfitta degli ottomani alla battaglia di Vienna nel 1683, gli Asburgo gradualmente cominciarono ad imporre il loro dominio sulla Transilvania. A prescindere dal rafforzamento del governo centrale e dell'amministrazione, gli Asburgo appoggiarono la Chiesa cattolica, non solo come forza coalizzatrice ma anche come strumento per ridurre l'influenza della nobiltà protestante. Creando il conflitto tra i protestanti ed i cattolici, gli Asburgo speravano di indebolire lo Stato. In aggiunta, provarono a convincere il clero ortodosso ad unirsi alla chiesa greco-cattolica, accettando i quattro punti chiave della dottrina cattolica ed il riconoscimento dell'autorità papale, mentre conservavano ancora i rituali e le tradizioni ortodosse. Nel 1699 e nel 1701, l'imperatore Leopoldo I decretò la chiesa ortodossa di Transilvania facente parte della Chiesa cattolica. Molti preti si convertirono, tuttavia non fu chiara la differenza tra le due denominazioni.
A partire dal 1711, il controllo austriaco si consolidò sulla Transilvania, ed i principi di essa furono sostituiti dai governatori austriaci. La proclamazione della Transilvania come grande principato nel 1765 fu una mera formalità. Le pressioni della burocrazia austriaca sgretolarono la tradizionale indipendenza della Transilvania. Nel 1791 i rumeni si appellarono a Leopoldo II per il loro riconoscimento come quarta nazione e l'uguaglianza religiosa, ma la Dieta respinse la loro domanda, ripristinando il loro precedente status.
Con il governo austriaco vennero introdotte alcuni riforme e riorganizzata la vita culturale del paese. Nel 1775 venne rinvigorita l'accademia gesuita di Kolozsvár, nata nel 1579 e fino al 1773 gestita dai Gesuiti e fu chiusa l'accademia degli unitariani Collegium Antitrinitarium. Riformando il collegio gesuita sul modello dell'Università di Vienna, l'accademia divenne di fatto l'università della Transilvania con corsi (tra i quali, quello di architettura civile) tenuti spesso da padri scolopi. Da questa nasce l'odierna Università Babeș-Bolyai di oggi.
Ai primi del 1848, la Dieta ungherese colse l'opportunità presentatasi con la rivoluzione per mettere in atto un vasto programma legislativo di riforme (le "Leggi di Aprile"), che includevano anche l'unificazione di Transilvania ed Ungheria. I rumeni inizialmente gradirono la rivoluzione, credendo che avrebbe portato loro riforme liberali. Tuttavia la loro posizione non cambiò a causa delle opposizioni dei nobili alle riforme sull'emancipazione dei servi della gleba ed al fallimento dei leader rivoluzionari ungheresi nel riconoscere gli interessi rumeni. Un'assemblea nazionale rumena a Blaj, a metà maggio, creò un proprio programma rivoluzionario chiedendo la proporzionale rappresentazione dei rumeni alla Dieta e la fine dell'oppressione sociale ed etnica. I sassoni sin dall'inizio furono preoccupati dall'idea dell'unione con l'Ungheria, paventando la perdita dei loro tradizionali privilegi. Quando nel 29 maggio la Dieta si riunì, la votazione per l'unificazione si fece largo attraverso le obiezioni di gran parte dei deputati sassoni. Il 10 giugno, l'imperatore approvò la votazione della Dieta. Esecuzioni, arresti di leader rivoluzionari ed altri eventi che seguirono all'unificazione resero difficile la posizione dei sassoni.
Nel settembre del 1848, un'altra assemblea rumena a Blaj denunziò l'unione con l'Ungheria invocando la rivolta armata in Transilvania. La guerra scoppiò a novembre con gli eserciti rumeni e sassoni sotto il comando austriaco, fronteggiando l'esercito rivoluzionario ungherese condotto dal generale Józef Bem. Nel giro di quattro mesi Bem cacciò gli austriaci dalla Transilvania. Tuttavia nel giugno del 1849, lo Zar Nicola I di Russia risponde all'appello di Francesco Giuseppe ed invia le proprie truppe in Transilvania. Dopo gli iniziali successi contro i russi, l'esercito di Bem fu battuto definitivamente nella battaglia di Temesvár (Timișoara) il 9 agosto; seguì la resa dell'Ungheria.
Soffocata la rivoluzione, l'Austria impose un regime repressivo sull'Ungheria, governò direttamente la Transilvania con un sovraintendente militare e rese il tedesco lingua ufficiale del paese. 
Nel 1851 la Frontiera militare della Transilvania, esistita sin dal 1762, venne abolita ed i suoi territori incorporati nel principato.
L'Austria abolì l'Unione dei Tre Popoli e concesse la cittadinanza ai rumeni. Benché ai vecchi servi della gleba furono date terre dalle autorità austriache, esse spesso erano appena sufficienti per sopravvivere. Queste condizioni scadenti obbligarono molte famiglie rumene a migrare in Valacchia e Moldavia per trovare situazioni migliori. Tuttavia nel compromesso (Ausgleich) del 1867 che istituì l'impero austro-ungarico, lo status speciale della Transilvania terminò, ed essa divenne una regione ungherese. Iniziò allora un processo di magiarizzazione del gruppo etnico rumeno che però non diede i risultati sperati.
Durante questo periodo storico, quando la Transilvania fu parte dell'impero austro-ungarico e sotto amministrazione ungherese, essa consisteva di quindici province (in ungherese: megye) che coprivano un territorio di 54.400 km² nel sud-est del regno d'Ungheria. Gli antichi comitati del Regno d'Ungheria erano Alba inferiore, Beszterce-Naszód, Brassó, Csík, Fogaras, Háromszék, Hunyad, Kis-Küküllő, Kolozs, Maros-Torda, Nagy-Küküllő, Szeben, Szolnok-Doboka, Torda-Aranyos, e Udvarhely. Oggi la Transilvania contiene solo nove dei quindici comitati sopramenzionati: Alba, Bistrița-Năsăud, Brașov, Cluj, Covasna, Harghita, Hunedoara, Mureș e Sibiu. In aggiunta, l'odierna Transilvania include parte del Banato, della Pianura Pannonica ed il Partium.

## Confini
Prima della sua abolizione nel 1867, il Principato di Transilvania confinava col Regno d'Ungheria a nord-ovest ed a ovest, con la Bucovina asburgica a nord-est, con la Frontiera Militare austriaca a sud-ovest e coi Principati Uniti di Moldavia e Valacchia a sud ed a est.

## Demografia
| Anno | Totale     | Rumeni | Ungheresi e Szekely | Tedeschi |
| ---- | ---------- | ------ | ------------------- | -------- |
| 1720 | 806.221    | 49,6%  | 37,2%               | 12,2%    |
| 1730 | ~725.000   | 57,9%  | 26,2%               | 15,1%    |
| 1765 | ~1.000.000 | 55,9%  | 26%                 | 12%      |
| 1784 | 1.440.986  | -      | -                   | -        |
| 1790 | 1.465.000  | 50,8%  | 30,4%               | -        |
| 1835 | -          | 62,3%  | 23,3%               | 14,3%    |
| 1850 | 2.073.372  | 59,1%  | 25,9%               | 9,3%     |